# Élections municipales de 2020 à Béziers
Pour un article plus général, voir Élections municipales françaises de 2020.
Le premier tour des élections municipales françaises de 2020 à Béziers a eu lieu le 15 mars 2020. Le second tour, initialement prévu le 22 mars 2020, est d'abord reporté sine die en raison de la pandémie de maladie à coronavirus, puis fixé au 28 juin 2020. Il s'agit de renouveler le conseil municipal et le conseil d'agglomération.

## Mode de scrutin
Le mode de scrutin à Béziers est celui des villes de plus de 1 000 habitants : la liste arrivée en tête obtient la moitié des 61 sièges du conseil municipal. Le reste est réparti à la proportionnelle entre toutes les listes ayant obtenu au moins 5 % des suffrages exprimés. Un deuxième tour est organisé si aucune liste n'atteint la majorité absolue et au moins 25 % des inscrits au premier tour. Seules les listes ayant obtenu aux moins 10 % des suffrages exprimés peuvent s'y présenter. Les listes ayant obtenu au moins 5 % des suffrages exprimés peuvent fusionner avec une liste présente au second tour.

## Résultats
|                                                     |                          |                          |              |              |        |        |  |  |  |
| Tête de liste                                       | Tête de liste            | Liste                    | Premier tour | Premier tour | Sièges | Sièges |  |  |  |
| Tête de liste                                       | Tête de liste            | Liste                    | Voix         | %            | CM     | CC     |  |  |  |
|                                                     | Robert Ménard            | RN                       | 13 419       | 68,74        | 44     | 25     |  |  |  |
| Choisir Béziers                                     |                          |                          | 13 419       | 68,74        | 44     | 25     |  |  |  |
|                                                     | Pascal Resplandy         | LREM - Agir - MoDem      | 2 252        | 11,53        | 3      | 1      |  |  |  |
| De l'audace pour notre ville                        |                          |                          | 2 252        | 11,53        | 3      | 1      |  |  |  |
|                                                     | Nicolas Cossange         | PCF - PS - PRG - OPN     | 1 193        | 6,11         | 1      | 1      |  |  |  |
| A gauche Béziers                                    |                          |                          | 1 193        | 6,11         | 1      | 1      |  |  |  |
|                                                     | Thierry Antoine          | EELV - LFI - PA          | 1 047        | 5,36         | 1      | 0      |  |  |  |
| Béziers en commun : l'écologie solidaire en actions |                          |                          | 1 047        | 5,36         | 1      | 0      |  |  |  |
|                                                     | Antoine About            | LR                       | 810          | 4,14         | 0      | 0      |  |  |  |
| Béziers l'avenir                                    |                          |                          | 810          | 4,14         | 0      | 0      |  |  |  |
|                                                     | Claire Dotto             | SE                       | 800          | 4,09         | 0      | 0      |  |  |  |
| Béziers citoyen                                     |                          |                          | 800          | 4,09         | 0      | 0      |  |  |  |
|                                                     |                          |                          |              |              |        |        |  |  |  |
| Votes exprimés                                      | Votes exprimés           | Votes exprimés           | 19 521       | 97,58        |        |        |  |  |  |
| Votes blancs                                        | Votes blancs             | Votes blancs             | 195          | 0,97         |        |        |  |  |  |
| Votes nuls                                          | Votes nuls               | Votes nuls               | 290          | 1,45         |        |        |  |  |  |
| Total                                               | Total                    | Total                    | 20 006       | 100          | 49     | 27     |  |  |  |
| Abstention                                          | Abstention               | Abstention               | 25 485       | 56,02        |        |        |  |  |  |
| Inscrits / participation                            | Inscrits / participation | Inscrits / participation | 45 491       | 43,98        |        |        |  |  |  |